# Elisenda Sala i Ponsa
Elisenda Sala i Ponsa   (Barcelona, 2 de març de 1938) és una ceramista catalana.
Formada a l'Escola Massana, va ser deixebla i col·laboradora de Josep Llorens i Artigas en la seva joventut i va ampliar els seus estudis a la facultat Konstfackskolan d'Estocolm (1961-62) amb professors com Stig Lindberg. Va llicenciar-se a la Facultat de Belles Arts de Barcelona i va ser també becada per la Fundació March per viatjar al Japó per investigar la ceràmica japonesa contemporània. També ha estat professora de ceràmica a l'Escola Massana.
Ha exposat individualment a la Garriga (1960), Estocolm (1962), Girona (1963), Barcelona (1966, 1967 i 1979), València (1974 i 1979), Gandia (1979), Palafrugell (1983) i Vic (1985), i col·lectivament a Faenza, Ginebra, Florència, Montevideo, Maastrich, Madrid, Cotlliure, la Bisbal, Tarragona, Don Mills (Ontario), Göteborg (Suècia), Bechyně (Txecoslovàquia) i, sovint, a Barcelona.
El 1966 va guanyar el Premi Ciutat de Barcelona amb l'obra Jarro 2, que per primer cop premiava un objecte ceràmic. El 1973 va obtenir la medalla d'or del Premi Faenza.
El 1971 és elegida membre de l'Acadèmia Internacional de la Ceràmica (AIC) a Suïssa, i membre del World Crafts Council de Nova York, Estats Units.
El 1990 és professora convidada a la Universitat de Haifa per impartir una classe magistral a Israel.
El 1992 és nomenada membre del jurat de la XIII Biennal Internacional de la Ceràmica Artistica de Vallauris, a França.
Conferències: 
1971, Silliman Common Room de la Universitat Yale, Estats Units.
1977, Institut Superior de les Arts Visuals de Brussel·les, Bèlgica
1978, Escola Superior de les Arts Decoratives de Ginebra, Suïssa.
1980, IX Assemblea Internacional del World Crafts Council de Viena, Àustria
1982, Assemblea Internacional de la Ceràmica de Budapest, Hongria.
1989, Centre Cultural de l'Yonne, Auxerre, França.
De la seva obra destaquen alguns murals com el de l'antiga empresa Fenosa a La Corunya (1964), el vestíbul de l'antic Banco Ibérico al carrer Tuset de Barcelona (1968) o la capella de les Carmelitanes Missioneres de Gràcia, a Barcelona, (1970).